# L'Orbrie
L'Orbrie es una comuna francesa situada en el departamento de Vendée, en la región de Países del Loira.

## Demografía
| 436 | 465 | 557 | 670 | 700 | 774 | 788 |
| Para los censos de 1962 a 1999 la población legal corresponde a la población sin duplicidades (Fuente: INSEE [Consultar]) |     |     |     |     |     |     |